# Moitron-sur-Sarthe
Moitron-sur-Sarthe is een gemeente in het Franse departement Sarthe (regio Pays de la Loire) en telt 158 inwoners (1999). De plaats maakt deel uit van het arrondissement Mamers.

## Geografie
De oppervlakte van Moitron-sur-Sarthe bedraagt 10,4 km², de bevolkingsdichtheid is 15,2 inwoners per km².
De onderstaande kaart toont de ligging van Moitron-sur-Sarthe met de belangrijkste infrastructuur en aangrenzende gemeenten.

## Demografie
Onderstaande figuur toont het verloop van het inwonertal (bron: INSEE-tellingen).